# Arivechi
Arivechi – niewielka miejscowość w środkowo-wschodniej części meksykańskiego stanu Sonora, siedziba władz gminy Arivechi. Miejscowość jest położona około 200 km na wschód od stolicy stanu - Hermosillo. W 2010 roku ludność liczyła 708 mieszkańców. Miasteczko powstało z misji jezuickiej założonej w 1617 roku przez Pedro Méndeza a nazwanej San Francisco Javier de Arivetzi